# Legile lui Kirchhoff (radiație)
Legile lui Kirchhoff  sunt relații exacte între parametrii care descriu interacția materiei cu radiația electromagnetică. Cu definițiile date mai jos ele afirmă că, pentru orice lungime de undă λ, raportul între emisivitatea EM(λ) și absorptivitatea AM(λ) unui material M este independent de natura materialului și depinde numai de temperatura T:

Aici I(λ,T) este emisivitatea unui corp ideal absorbant (negru) pentru toate lungimile de undă. Mai mult, funcția I(λ,T) se dovedește a fi intensitatea radiației electromagnetice într-o cavitate închisă cu pereții dintr-un material arbitrar ținut la temperatura T. Legile lui Kirchhoff  sunt consecințe ale principiului al doilea al termodinamicii.
Functia I(λ,T) poate fi determinată experimental; W.Wien a arătat (1893) că I(λ,T) este o funcție de o formă cu totul specială ceea ce permite determinarea ei la orice temperatură din valorile ei la o singură temperatură (legile de deplasare ale lui Wien). Explicația teoretică a formei ei de către Max Planck în 1901 este începutul mecanicii cuantice și al uneia din cele mai mari revoluții din istoria fizicii.

## Radiația într-o cavitate închisă[4]
La temperaturi diferite de zero absolut, orice corp emite radiație electromagnetică datorită agitației termice a moleculelor; invers, își poate ridica temperatura absorbind o parte din radiația emisă de alte corpuri. Mecanismele detaliate ale acestor procese nu le discutăm.
Considerăm o cavitate închisă , vidă (Hohlraum), cu pereții dintr-un material oarecare opac si ținută cu ajutorul unui rezervor de căldură la temperatura T. În interiorul ei se găsește radiație electromagnetică, continuu emisă și reabsorbită de pereții cavității . Presupunem că pereții nu sunt luminescenți și prin urmare câmpurile corespunzătoare fiecărei lungimi de undă sunt independente. Se poate argumenta, folosind principiul al doilea al termodinamicii, că, pentru fiecare lungime de undă, radiația în cavitate este omogenă și izotropă. Argumentația folosește aproximația opticii geometrice, în care lungimea de undă a radiației este neglijabilă față de dimensiunile cavității.

### Intensitatea radiației
Intensitatea specifică I(M,n,λ) a radiației în punctul M în direcția n, pentru lungimea de undă λ este energia transportată de unde electromagnetice cu lungimea de undă cuprinsă în intervalul (λ,λ+dλ), care traversează într-un timp dt un element de suprafață dA - care conține pe M și a cărui normală este direcția n - și este cuprinsă într-un unghi solid dΩ împrejurul lui n: 

Dacă elementul de suprafață dA are o normală nA înclinată sub unghiul θ față de direcția n, folosim în formula (1) proiecția lui dA (= dA cos θ) pe planul perpendicular pe n care trece prin M. Ne așteptăm ca I(M,n,λ) să depindă încă de temperatură și eventual de natura pereților. Intensitatea totală I(M,n) este integrala peste intensitățile I(M,n,λ).

Câmpul electromagnetic transmite în același timp și impuls: are sens să se vorbească despre impulsul care "trece" în timpul dt prin suprafața dA cu normala nA într-un unghi solid dΩ împrejurul direcției n (fluxul impulsului):

 Fluxul impulsului dat de (2) este presiunea (forța pe unitatea de suprafață) pe care o exercită radiația asupra unui corp absorbant (dar care nu emite) plasat perpendicular pe direcția n.

### Densitățile de energie și de impuls

Fig.1:Calculul densității de energie (după Max Planck)

Considerăm  un volum mic v plasat în centrul unei sfere de rază r, cuprinsă în cavitate(vezi Fig.1). Presupunem că radiația se află într-o stare staționară, nu neapărat de echilibru termic. Energia care traversează în timpul dt un element dA de pe sferă împrejurul punctului M cu coordonate (θ,φ) în direcția n corespunzătoare unui element de suprafață ds al volumului v este:

unde ψ≈0 este unghiul între raza r și direcția n, iar dΩ = ds cosχ/r2. Energia d3E se găsește un timp h/c în interiorul lui v, unde h este înălțimea "cilindrului" tăiat de dΩ în v. Atunci energia care se găsește în v este în orice moment: 

 unde, la fiecare θ,φ, suma se face intâi după volumele elementare în care v este împărțit de razele care pleacă din M și am presupus volumul v mic, astfel incât n ≈ -r/r  și cos ψ ≈ 1(r este vectorul de poziție al lui M față de centrul sferei). În limita dsk→0, suma este chiar volumul v, așa încât:

 poate fi numită densitatea de energie în volumul v. Rezultatul nu depinde de r, dar poate depinde de punctul ales drept centrul sferei.

Analog, putem calcula densitatea impulsului pentru o distribuție staționară a radiației: fiecare element dA al sferei contribuie un impuls în direcția -r:

Se vede că, deoarece vectorii r se pot anula reciproc, este posibil ca densitatea de impuls să fie zero, deși densitatea de energie nu este zero.

### Echilibrul termic
Atunci când radiația se află în echilibru termic cu pereții, densitatea de impuls în cavitate este zero. Aceasta poate fi privită ca o consecință a principiului al doilea al termodinamicii: dacă impulsul unui element mic de volum ar fi diferit de zero, fluxul său printr-o suprafață perpendiculară pe direcția sa ar fi diferit de zero și deci și presiunea asupra unui obiect mic netransparent plasat acolo. Astfel am putea extrage indefinit un lucru mecanic la temperatură constantă ceea ce contrazice formulării principiului al doilea după Kelvin. Existența unor astfel de obiecte mici netransparente (probe), care lasă neschimbată distribuția radiației atunci când sunt introduse în cavitate este o presupunere care nu poate fi evitată în aceste argumente.
Un raționament care folosește aceasta este următorul: să introducem în cavitate fără lucru mecanic un obiect despre care presupunem că ar putea schimba distribuția de echilibru a densității de energie, de exemplu o oglindă mică infinit subțire printr-o mișcare lentă paralelă cu suprafața ei. Dacă noua distribuție de echilibru a energiei este diferită de cea veche, concludem că introducerea oglinzii a generat un flux de energie și deci o densitate de impuls diferită de zero în cavitate. Cu ajutorul probelor de mai sus, putem extrage un lucru mecanic la temperatură constantă, deși nu am cheltuit nici unul, și aceasta indefinit, scoțând și introducând oglinda, ceea ce e o încălcare a principiului al doilea. Concludem că, la echilibru termic, noua distribuție de energie (după introducerea oglinzii) trebuie să fie identică cu cea inițială.

### Omogenitatea și izotropia radiației
Drept aplicație, verificăm întâi egalitatea I(M,n) = I(M,-n); I(M,n) este definit de ecuația (1); când oglinda este prezentă, energia d3E este integral reflectată și reprezintă energia emisă în direcția -n în unghiul dΩ; dar la echilibru termic, distribuția energetică a radiației este aceeași dacă există oglinda sau nu, ceea ce demonstrează egalitatea anunțată.
Fie acum -n1 direcția unei raze incidente pe oglindă și n2 aceea a razei reflectate. Ca mai sus, deducem că la echilibru termic, I(M,-n1) = I(M,n2) = I(M,n1). Date fiind acum două direcții arbitrare n1 și n2, putem alege orientarea oglinzii astfel incât normala nA la ea să fie proporțională cu (n1+n2)/2 (adică astfel incât -n1 și n2 să fie direcțiile razelor incidente și reflectate). Deducem că I(M,n1) = I(M,n2) și deci că radiația în echilibru termic este izotropă: I(M,n) = I(M).
Arătăm acum că I(M) nu depinde de fapt nici de alegerea punctului M: pentru aceasta, unim două puncte M1 și M2 cu un tub perfect reflectător cu secțiune dS și cu pereți infinit subțiri. Introducerea înceată a acestuia de-a lungul generatoarei în interiorul cavității nu necesită lucru mecanic și deci, după argumentul de mai sus, nu modifică distribuția energiei în cavitate. Un astfel de tub funcționează însă ca un ghid de unde între M1 și M2; dacă I(M1)≠I(M2) apare în tub un transport de energie între M1 și M2 și deci un impuls nenul în câmp. Ca mai sus, acest impuls ar putea fi convertit în principiu în lucru mecanic, ceea ce este interzis de principiul al doilea. Deducem că I(M1)=I(M2); cu alte cuvinte, în echilibru termic, câmpul de radiație este omogen.

Fig.2:Transportul de energie între două puncte

O consecință a izotropiei și omogenității radiației este că, pentru orice două elemente de suprafață dA1, dA2, conținând punctele M1,M2, aflate la distanța d unul de celălalt, energia transportată de la dA1 la dA2 este aceeași cu cea de la dA2 la dA1 și dată de expresia simetrică: 

 (vezi Fig.2 pentru notații)

Din ecuația (3) cu I independent de θ,φ deducem:

 ecuația (4) duce la p = 0.

### Presiunea radiației
Radiația electromagnetică exercită o presiune asupra pereților cavității. Considerăm o porțiune dS a suprafeței (Fig.2) și radiația incidentă asupra ei din toate punctele unei hemisfere de rază r mică centrată în dS.

Fig.3:Calculul energiilor emise și absorbite

  Radiația incidentă sub unghiul θ față de normală și care traversează un element de suprafață dA al hemisferei transmite lui dS în dt o  cantitate de energie 

 
unde am folosit expresia elementului de suprafață dA in coordonate sferice. Componenta normală a impulsului transmis pe unitatea de timp  suprafeței cavității este deci, folosind (2) și (5): 

  
La echilibru termodinamic, aceeași cantitate de energie care este transmisă pereților cavității prin suprafața dS este iradiată de pereți prin dS în interior ; deoarece radiația de echilibru este izotropă, energia iradiată prin dS și care trece prin elementul dA de suprafață al sferei este dată tot de formula (6). Impulsul transmis în unitatea de timp normal pereților cavității este tot dF1 din (7) astfel incât presiunea totală: 

Pentru energia totală, 

 Expresia este similară cu aceea a energiei interne a gazului perfect (U = 3pV/2).Aceste formule sunt adevărate pentru fiecare lungime de undă și rămân adevărate, prin integrare, și pentru cantitățile referitoare la întreaga radiație.

### Independența de material
Cu un argument termodinamic similar celor de mai sus, arătăm că densitatea de energie nu depinde de materialul din care e făcută cavitatea. Considerăm pentru aceasta doua cavități din materiale diferite, ambele in contact cu un rezervor la temperatura T. Le unim printr-un tub, în care se află un perete complet absorbant despărțitor. Dacă presiunile de cele două părți ale peretelui sunt diferite, putem extrage un lucru mecanic folosind diferența de presiune (ridica o greutate). Dacă procesul este condus cvasistatic, diferența de presiune rămâne constantă (deoarece presiunea depinde numai de temperatură!). După ce am parcurs o lungime oarecare δL, îndepărtăm tubul și punem un altul cu peretele despărțitor în aceeași poziție de la început. Putem reîncepe procesul și realizăm astfel un perpetuum mobile de speța a doua: transformăm ciclic energia de la un singur rezervor de căldură în lucru mecanic. 
Deducem că densitatea de energie nu depinde de material și deci este o funcție universală de temperatură și de lungimea de undă.
Argumentul este valid atât pentru fiecare lungime de undă în parte (selecționată cu un filtru), cât și pentru densitatea totală de energie.

## Emisivitate, absorptivitate, reflectivitate
Definițiile sunt în acord cu manualul. Emisivitatea unei suprafețe dintr-un material M este o funcție de material, de direcția emisiei, de lungimea de undă și de temperatură: 

 Este  cantitatea de energie emisă în unitatea de timp dt în unitatea de unghi solid împrejurul direcției date de (θ,φ) și pe unitatea de lungime referitor la lungimea de undă.

Absorptivitatea (puterea de absorbție) AM a unei suprafețe este fracțiunea din energia incidentă din direcția (θ,φ) care este absorbită de suprafață: 

Reflectivitatea RM(λ,θ,φ,T) este în mod analog fracțiunea din energia incidentă sub unghiul (θ,φ) care este reflectată. Cu această definiție, are loc identitatea: 

 In general, suprafața poate să aibă o structură complicată, astfel incât unda incidentă nu este reflectată ca pe o oglindă, ci împrăștiată în mai multe direcții . În această situație este natural să se introducă un coeficient complementar de reflexie R1M(λ,θ,φ,T) pentru fracțiunea din energia incidentă sub toate unghiurile care este reflectată în direcția (θ,φ). Se poate arăta  că, dacă fluxul luminos incident este izotrop, atunci RM(λ,θ,φ,T) = R1M(λ,θ,φ,T) ; în general, aceasta nu este adevărat.

### Relația lui Kirchhoff
Considerăm din nou radiația din interiorul unei cavități, aflată în echilibru cu pereții cavității  din materialul M, precum și un element de suprafață dS trecând printr-un punct situat imediat sub suprafață, în interiorul peretelui. Pe acesta cade din directia (θ,φ) partea absorbită din radiația care traversează un element de suprafață dA aflat la distanța r de dS. În echilibru nu poate exista un transfer net de energie între cele două elemente de suprafață. Energia care traverseaza in timpul dt suprafața dS provenind din dA este (vezi Fig.3): 

unde am folosit izotropia radiației de echilibru. Energia care traversează elementul dA plecând de la dS în dt este: 

Comparând cele două expresii, obținem egalitatea lui Kirchoff: 

unde membrul drept este independent de material și de direcție. Este remarcabil că această relație este dedusă din proprietățile radiației într-o cavitate închisă, dar ea trebuie să fie valabilă ori de căte ori materialul se află în echilibru la temperatura T.

## Cazuri speciale.Corpul negru
Relația lui Kirchhoff exprimă faptul remarcabil că emisivitatea și absorbtivitatea pot avea o dependență unghiulară, aceeași însă pentru amândouă. Emisivitatea medie EM(λ,T)poate fi obținută integrând EM(λ,θ,φ,T) dupa unghiuri. Deoarece absorptivitatea este definită ca un raport între energia absorbită și cea incidentă, este natural sa se definească absorptivitatea medie AM(λ,T) ca raportul celor doua cantități mediate după unghiuri. În general, raportul cantităților mediate nu mai satisface relația (K). O condiție suficientă pentru aceasta este ca intensitatea luminoasă incidentă să nu depindă de unghi. Se poate intâmpla ca funcțiile AM și EM să nu depindă deloc de unghiuri : o astfel de suprafață se numește difuză ; are loc atunci egalitatea simplificată: 

 Dacă EM(λ,θ,φ,T) = C(θ,φ)I(λ,T) cu I(λ,T) intensitatea radiației de Hohlraum, relația (K) implică A_M(λ,θ,φ,T) = C(θ,φ), independent de lungimea de undă; el absoarbe o fracțiune constantă din radiația incidentă din direcția (θ,φ) și emite în direcția (θ,φ) o fracțiune constantă a radiației de Hohlraum: materialul se numește cenușiu. Când C(θ,φ) = const, este numit difuz-cenușiu.Dacă C(θ,φ) = 0 și materialul nu oglindește lumina, ci o împrăștie, este numit alb
Un corp pentru care AM(λ,θ,φ,T) = 1 (care absoarbe integral radiația pentru orice lungime de undă) se numește corp negru. După relația lui Kirchhoff (K), radiația emisă de un corp negru nu depinde de unghi și este identică cu radiația de echilibru într-o cavitate dintr-un material oarecare. De aceea problema teoretică celebră rezolvată de Max Planck a descrierii radiației dintr-o cavitate este cunoscută sub numele de problema emisiei corpului negru. În natură există corpuri care sunt "negre" numai pe anumite intervale de lungimi de undă: "negru" în spectrul vizibil  nu înseamnă negru pentru toate lungimile de undă. (Negrul de fum este însă o bună aproximație pe un interval mare de lungimi de undă)

## Experiențe elementare
Manualul bine cunoscut de fizică generală al lui S.E.Friș și A.V.Timoreva  discută cu multă atenție fizica fluxului luminos și termodinamica radiației. Un mod elementar de a verifica legile lui Kirchhoff calitativ este următorul : Un vas paralelipipedic A are un  perete S1 dintr-un metal strălucitor bine șlefuit și peretele opus S2 înnegrit (cu cărbune). Vasul este umplut cu apă fierbinte. După Kirchhoff, radiația peretelui negru (care absoarbe mai mult) trebuie să fie mai puternică; drept receptor de radiație luăm un vas închis cu un perete înnegrit și legat la un manometru cu gaz(vezi Figura 3). Presiunea arătată de manometru (proporțională cu temperatura gazului) este mult mai scazută când peretele lui absorbant este îndreptat spre partea șlefuită a vasului A.
După cele de mai sus, functia I(λ,T) ("radiația corpului negru") poate fi obținută - în absența "corpului negru" - masurând distribuția spectrală a radiației emise printr-un orificiu mic de o cavitate dintr-un material arbitrar aflat la temperatura T; singura condiție este ca materialul să fie rezistent (să nu se topească!) la temperatura dorită. Putem să căpătăm o idee despre „corpul negru” și mergând pe stradă și privind ferestrele deschise de la case: deși afară e lumină, interiorul pare întunecat: razele luminoase venite de afară se reflectă de multe ori pe pereții camerei înainte de a ajunge la ochiul nostru; la fiecare reflexie pierd din intensitate și ajung (în linii mari) în echilibru termic cu pereții. La temperatura de 20 C, maximul funcției I(λ,T) este în infraroșu (λ≈10μ)(vezi Radiație termică); emisia în vizibil e foarte mică și camera ne pare neagră.

## Remarci istorice
Relațiile între emisivitate, absorptivitate si radiația corpului negru au fost formulate de G.R.Kirchhoff . O deducție simplă a legilor sub anumite ipoteze naturale (omogenitate, izotropie) a fost dată de E.Pringsheim  in 1903. În cartea sa, Max Planck tratează situația generală a echilibrului radiației cu materia într-un mediu oarecare, cu indice de refracție diferit de unitate. (În relația (K) de mai sus, trebuie inmulțită functia I(λ,T) cu n**2 (n= indicele de refractie)). David Hilbert(!), preocupat de axiomatizarea fizicii, a prezentat în două articole  o deducție a legilor lui Kirchhoff cu ajutorul unei ecuații integrale pentru densitatea de energie radiantă într-un mediu cu indice de refracție încet variabil precum și o discuție amănunțită a ipotezelor folosite. Este interesant istoric de citit și comentariul sceptic asupra acestor dezvoltări din partea lui E.Pringsheim. Măsurători precise ale radiației corpului negru și ale funcției universale I(λ,T) din ecuația (K) datează din anii 1896-1901 și sunt datorate în special lui O.Lummer și E.Pringsheim (1899) , F.Paschen și H.Rubens și F.Kurlbaum 
Expoziția de față urmează în linii mari logica prezentării din manualul lui Ș.Țițeica  cu completări din cartea lui Max Planck și din compendiul .